# Orthostixis
Orthostixis is een geslacht van vlinders van de familie spanners (Geometridae), uit de onderfamilie Orthostixinae.

## Soorten
- O. calcularia Lederer, 1853
- O. cinerea Rebel, 1916
- O. cribraria (Hübner, 1799)
- O. opisodisticha Wehrli, 1932